# آشیانه

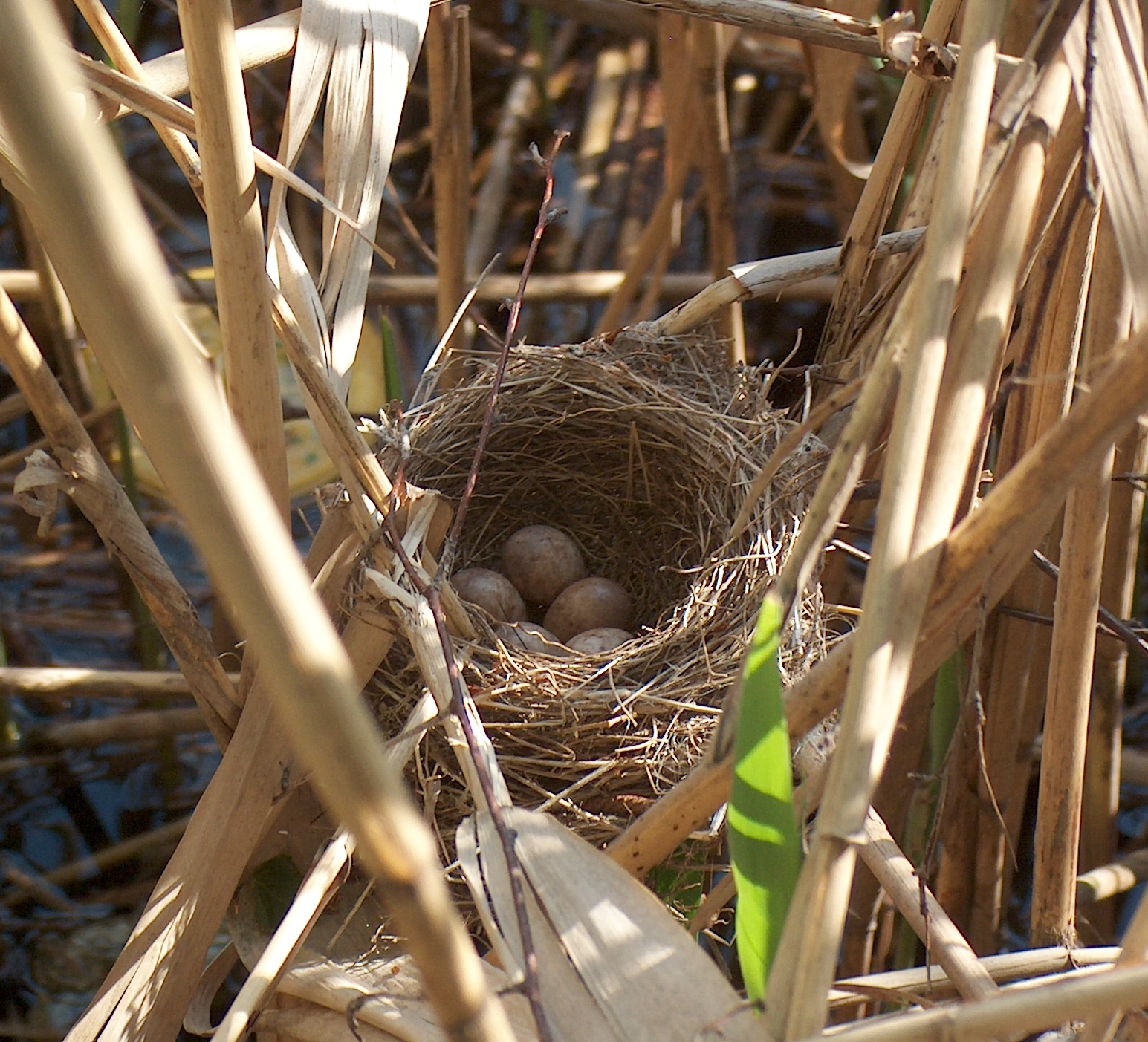
آشیانهٔ فنجانی شکل یک سسک نیزار بزرگ

آشیانه جایی است که یک پرنده برای تخم گذاشتن و خوابیدن روی تخم‌هایش استفاده می‌کند و در آن جوجه‌هایش را بزرگ می‌کند. معمولاً پرندگان خودشان آشیانه را می‌سازند مانند آشیانهٔ فنجانی ساخته شده از علف توکای سیاه یا سسک نی‌زار، یا آشیانهٔ استادانه بافته شدهٔ سیاره پریان یا مرغ ژوئیه روستایی. اما آشیانه برای برخی پرندگان تنها یک چالهٔ ساده در خاک است، برای برخی دیگر سوراخی که بر اثر شکستن شاخه‌ها در تنهٔ یک درخت ایجاد شده‌است، دارکوب‌ها به عنوان آشیانه یک حفره در تنه درختان ایجاد و سوراخ می‌کنند و برای برخی آشیانه یک نقب در زمین است. آشیانهٔ برخی پرندگان تودهٔ بزرگی از گیاهان پوسیده و خاک است، آشیانهٔ برخی یک سکوی ساخته‌شده از بزاق یا گنبدی گِلی با یک تونل ورودی است. همچنین همهٔ پرندگان آشیانه نمی‌سازند.
کوچکترین آشیانه‌ها از آنِ مگس‌مرغ‌ها است که می‌تواند ۲ سانتی‌متر عرض و ۲–۳ سانتی‌متر ارتفاع داشته باشد. از سوی دیگر، آشیانهٔ بزرگ Dusky Scrubfowl بیش از ۱۱ متر قطر و نزدیک ۵ متر ارتفاع دارد.

## نگارخانه

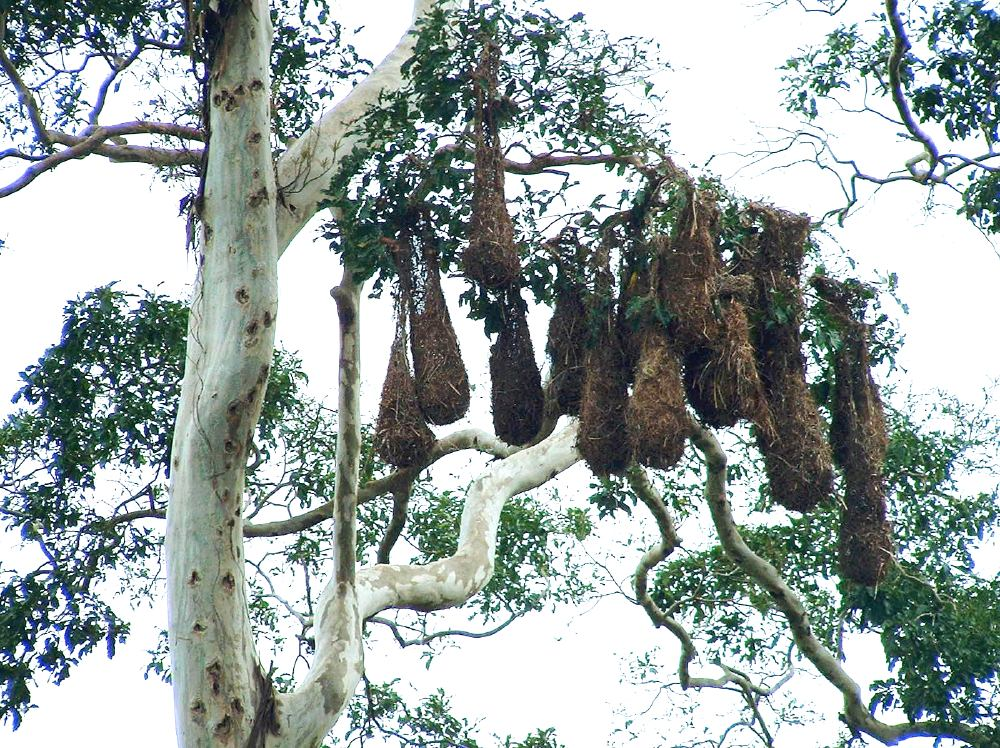
کلونی آشیانه‌های سیاره پریان (Montezuma Oropendola)
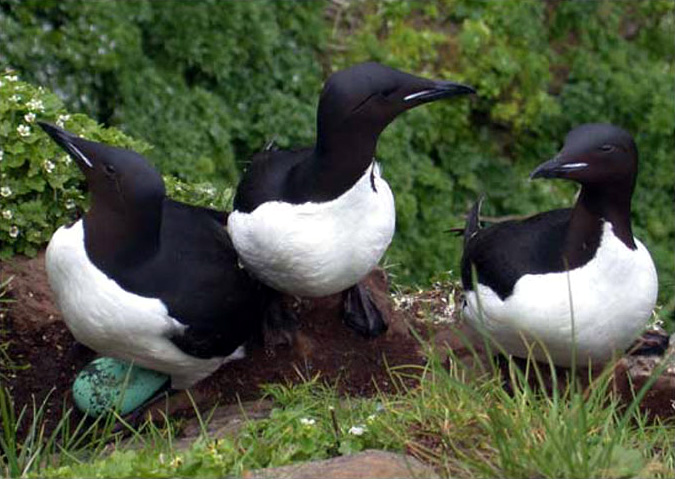
بطریق منقار پهن تخم خود را روی زمین می‌گذارد
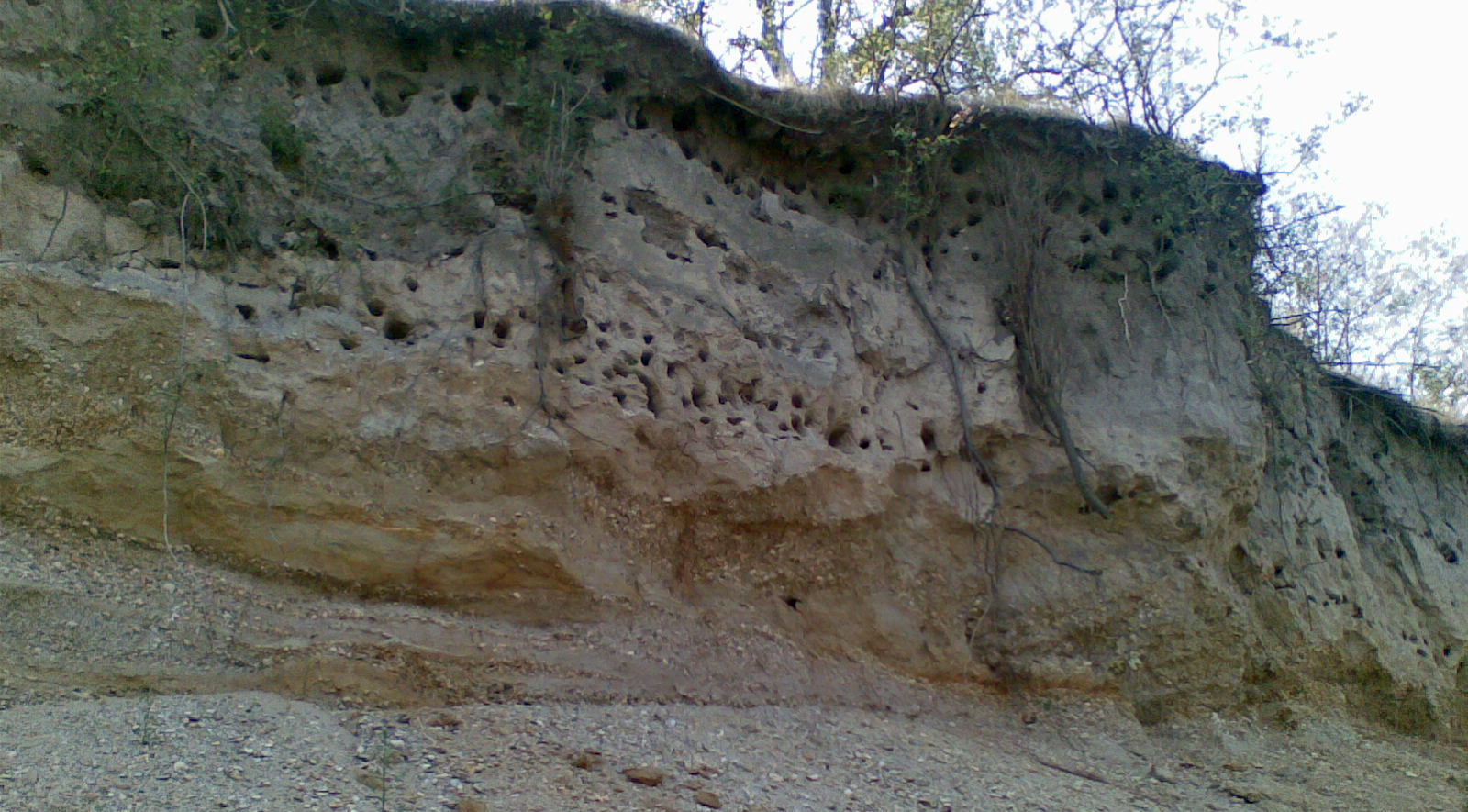
سوراخ‌های زنبورخوار معمولی
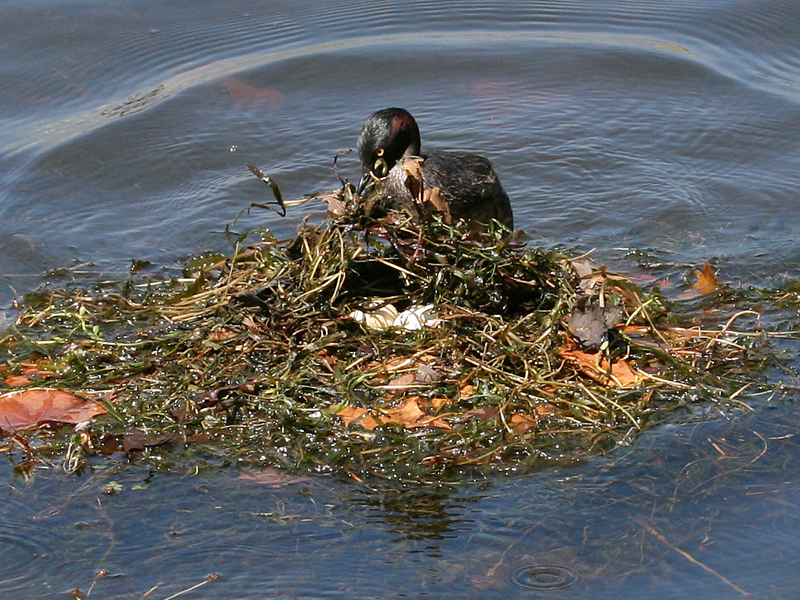
آشیانه برخی پرندگان آب‌زی مانند کشیم، بستری شناور بر آب است.
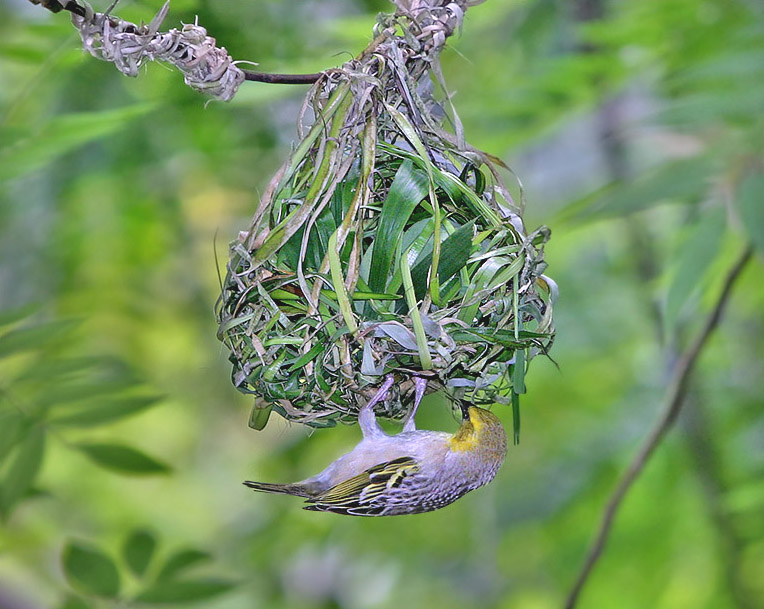
مرغ ژوئیه روستایی در حال بافتن آشیانه
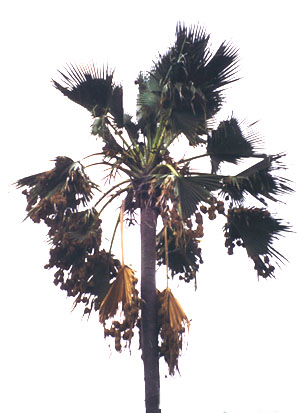
کلونی آشیانه‌های مرغ ژوئیه روستایی
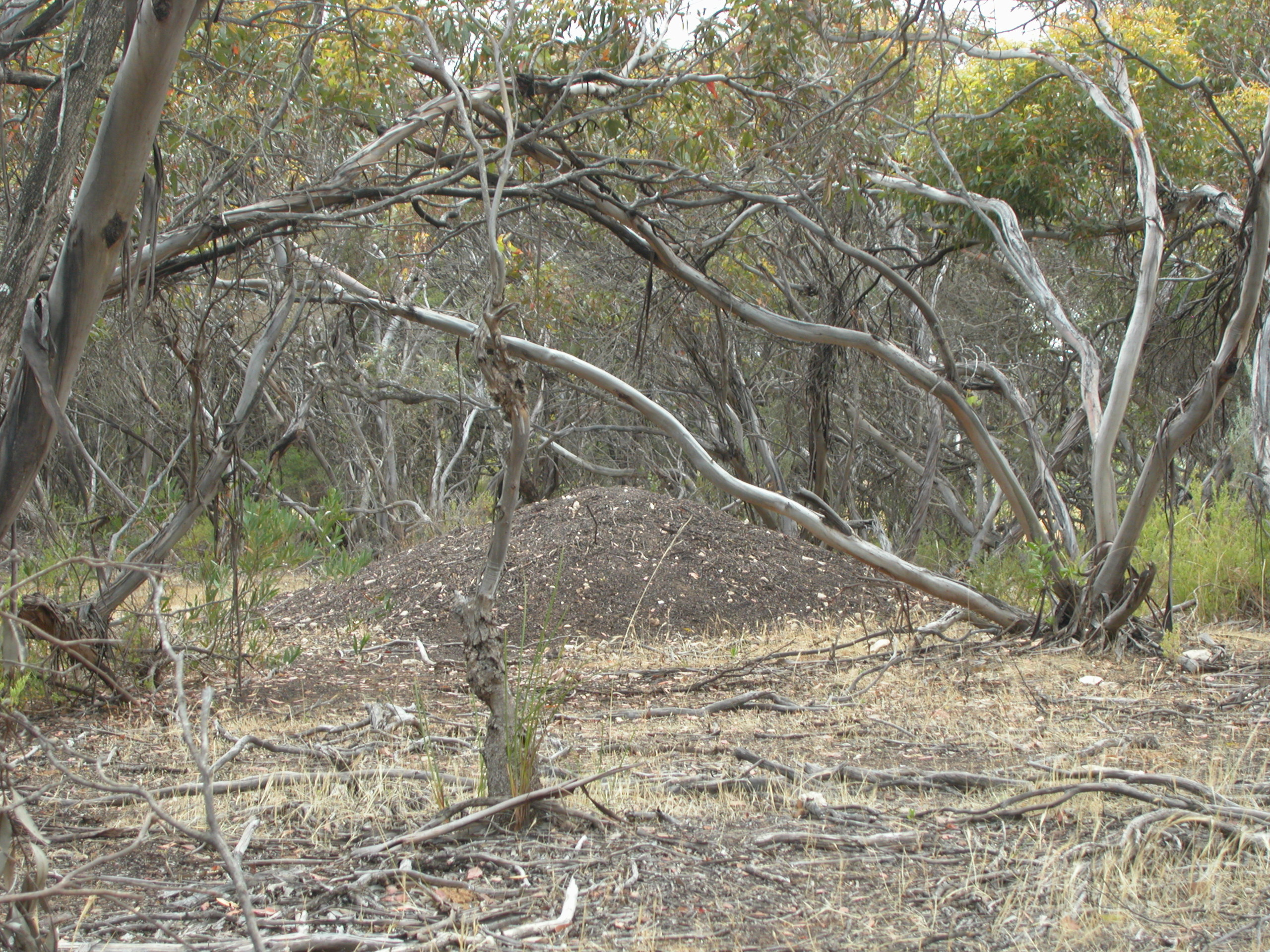
آشیانه مرغ دماسنج یک تپه است که تخم‌ها را گرم نگه می‌دارد